# Verkehrsverbund
Ein Verkehrsverbund ist ein rechtlicher und organisatorischer Zusammenschluss von Gebietskörperschaften und/oder Verkehrsunternehmen in Form eines Verbundes zur gemeinsamen und abgestimmten Durchführung des öffentlichen Personennahverkehrs (ÖPNV).

## Grundlagen
Grundziele sind
- ein einheitliches Fahrpreissystem, der sogenannte Tarif,
- ein von allen Verkehrsunternehmen anerkanntes, möglichst einheitliches Fahrkartensortiment (für besonders große Städte können Ausnahmen beispielsweise durch höhere Stadttarife oder besondere Abo-Angebote bestehen bleiben),
- abgestimmte Fahrpläne,
- Ausgabe gemeinsamer Fahrplanbücher,
- Vermeidung doppelt vergebener Liniennummern innerhalb eines Verkehrsgebiets,
- einheitliche Fahrzeuglackierung,
- einheitliche Haltestellenbeschilderungen und
- die Anschlusssicherung zwischen Angeboten aller Verkehrsunternehmen.

Für alle Verkehrsverbünde gilt, dass in ihrem Bereich (meist eine Region) im Personennahverkehr alle Verkehrsmittel aller Betreiber zum gleichen Tarif, also mit nur einer Fahrkarte, benutzt werden können. Zusätzlich sollen Parallelverkehre (also die Bedienung zwischen gleichen Haltestellen auf demselben Linienweg durch unterschiedliche Verkehrsträger) möglichst vermieden werden. Die Tendenz geht in den letzten Jahren erkennbar in die Richtung der Schaffung größerer Verbundgebiete, wobei auch vermehrt Übergangstarife vereinbart werden.

### Überregionale Tarifsysteme
Einige deutsche und alle österreichischen Bundesländer haben landesweite Verkehrsverbünde entwickelt, in Deutschland gibt es neben dem bundesweit gültigen Deutschlandtarif teilweise auch noch Landestarife.
Verbundähnliche Strukturen sind auch beim nationalen Tarifsystem der Niederlande vorhanden. Die OV-chipkaart, eine Chipkarte, über die der Fahrpreis abgehoben wird, gilt in allen Zügen, Straßenbahnen, U-Bahnen, Bussen und auch vielen Fähren. In Israel gibt es mit w:en:Rav-Kav ein ähnliches Bezahlsystem wie in den Niederlanden und ebenfalls ein landesweites Tarifsystem über verschiedene Anbieter und Verkehrsträger hinweg.
In Großbritannien gibt es verwandte Organisationen unter dem Begriff Passenger Transport Executive.

### Fernverkehr
In Österreich, der Schweiz, Niederlande und anderen Staaten können alle Züge mit Verbund- oder nationalen Nahverkehrstickets genutzt werden. Ausnahmen sind jedoch teilweise internationale Fern- und Hochgeschwindigkeitszüge. In Deutschland sind Fernverkehrszüge grundsätzlich nicht in Verkehrsverbünde integriert, allerdings verkehren auf einigen Streckenabschnitten IC-Züge mit einer zusätzlichen Zugnummer als RE, so dass eine Nutzung auch mit Verbundfahrscheinen zulässig ist.

## Probleme

### Verbundgrenzen
So vorteilhaft Verkehrsverbünde für die Fahrgäste im Verbundgebiet oft sind, so nachteilig kann dies sein, wenn man verbundübergreifend mit dem ÖPNV mobil sein möchte oder im Grenzgebiet eines Verbundes wohnt. Viele Verbünde haben mittlerweile Kooperationsabkommen mit benachbarten Verbünden oder sonstigen dort agierenden Verkehrsunternehmen geschlossen und bieten Übergangstarife an. Trotzdem ist das Thema bis heute oft noch problematisch, da Fahrten häufig an der Verbundgrenze enden (Bestellerprinzip), der Mobilitätsbedarf aber nicht.

### Transparenz des Tarifsystems
Zahlreiche Verbünde verwenden differenzierte Tarifsysteme mit einer Vielzahl unterschiedlicher Fahrkartenprodukte, wodurch die Auswahl des für eine bestimmte Relation ausreichenden und gleichzeitig kostengünstigsten Tickets erschwert werden kann, insbesondere für auswärtige Nutzer mit fehlender oder unvollständiger Erfahrung in der lokalen Tarif- und Ticketlandschaft. Für diese Gruppe können sich weitere Unsicherheiten aus unterschiedlichen Bestimmungen im jeweiligen Heimat- und dem lokalen Verbund etwa zur Mitnahme von Kindern, von Fahrrädern und von Hunden oder zur Entwertung von Fahrscheinen ergeben.
Aufgrund der mittlerweile verfügbaren Verbindungssuche mit automatischer Ticketempfehlung und -buchung über die Apps und Onlineangebote der Verbünde und durch Technologien wie Check-in/Check-out haben die o. g. Aspekte insgesamt an Gewicht verloren.

### Durchtarifierung
Mit der Durchtarifierung ist gemeint, dass der Fahrgast für die gesamte Strecke nur eine Fahrkarte kauft und dennoch mehrere Verkehrsmittel in Anspruch nehmen kann, insbesondere bei Verbünden mit SPNV-Integration. Häufig ist es jedoch so, dass die Preise pro Kilometer für kurze Strecken wesentlich höher sind als für lange Strecken. Diese degressive Tarifgestaltung führt dazu, dass ein Verlust relativ zur steigenden Streckenlänge auftritt. Dies ist der sogenannte Durchtarifierungsverlust.

## Nationales

### Europäische Union
Einheitlich gilt die entsprechende EU-Richtlinie über den öffentlichen Personennahverkehr. Intention dieser Richtlinie ist, den ÖPNV für den Wettbewerb zu öffnen. Da eine echte Konkurrenz aber nicht sinnvoll ist und es sich bei vielen ÖPNV-Linien zudem um Relationen handelt, die nicht kostendeckend betrieben werden können, ein weiterer Betrieb aber gewünscht und im Rahmen der Daseinsvorsorge auch rechtlich notwendig ist, erfolgt die Umsetzung der Richtlinie durch die Schaffung von Linienbündeln, die ausgeschrieben werden; dabei werden natürlich auch weitere Kriterien wie etwa die Beschaffenheit der Fahrzeuge o. Ä. vorgegeben. Der Zuschlag ist – unter Beachtung der üblichen Kriterien wie fachliche Kompetenz und Zuverlässigkeit – dem Unternehmen zu erteilen, welches das höchste Gebot abgibt bzw. den niedrigsten Zuschuss verlangt.

### Deutschland

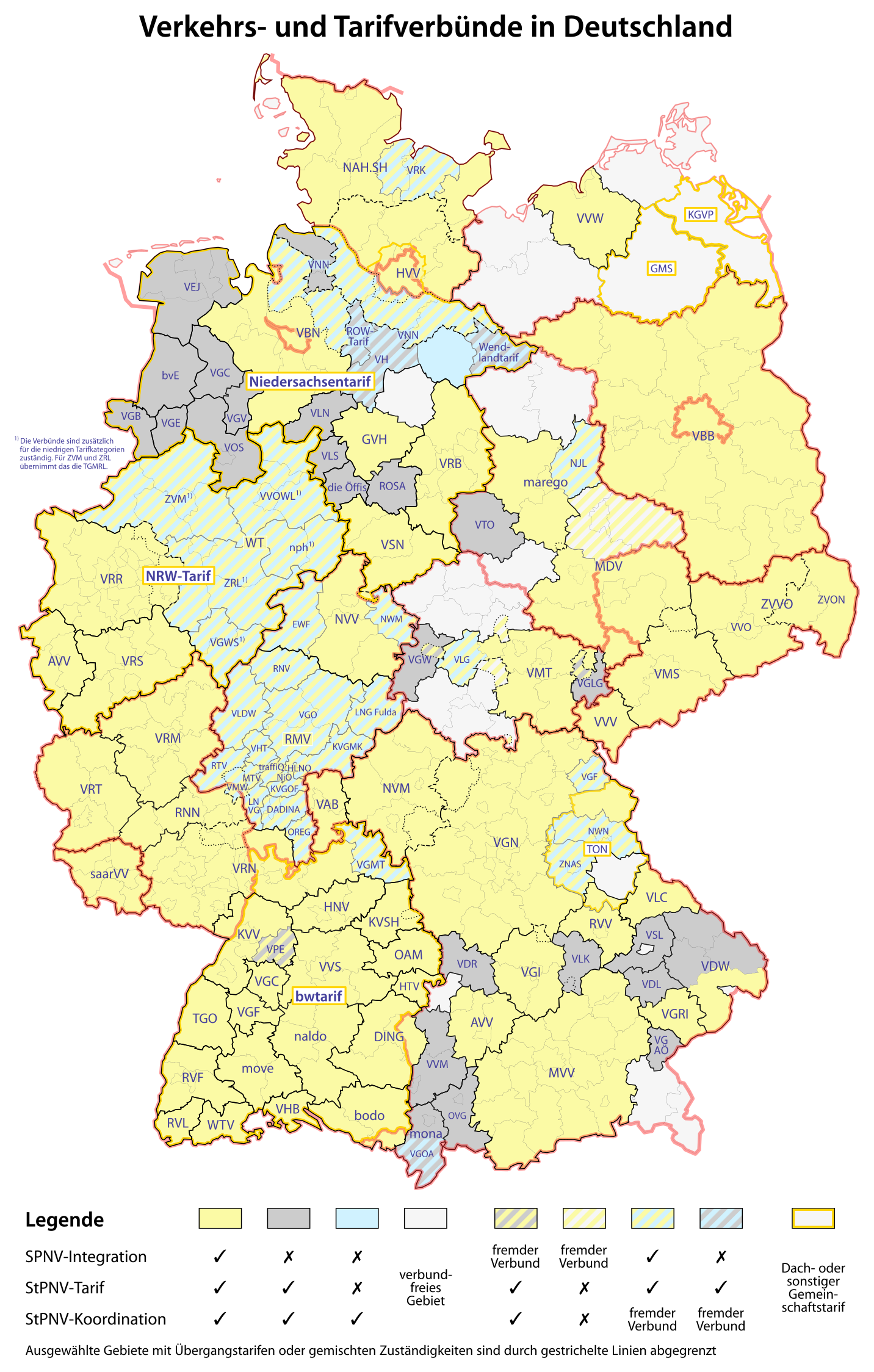
Übersicht über die Verbünde in Deutschland

Ein Verkehrsverbund ist in Deutschland ein rechtlicher und organisatorischer Zusammenschluss von Gebietskörperschaften in Form eines Zweckverbandes, in Deutschland also von Landkreisen oder kreisfreien Städten, historisch gelegentlich auch mit den Verkehrsunternehmen einer Region, zur gemeinsamen und abgestimmten Durchführung des öffentlichen Personennahverkehrs (ÖPNV). Er besteht meist in der Form einer Gesellschaft mit beschränkter Haftung, bei der die Kreise bzw. Städte und oft auch das jeweilige Bundesland Gesellschafter sind.
Der erste deutsche Verkehrsverbund ist die in den 1860er Jahren gegründete Vereinigte Dampfschifffahrts-Verwaltungen (VDV) auf dem  Bodensee. Sie ist zudem der älteste weltweit, der alle damals verkehrende Nahverkehrsmittel eines Gebiets umfasste (Eisenbahn, Schiff). 

#### Verkehrsgemeinschaft
Im Unterschied zu einem Verkehrsverbund handelt es sich bei einer Verkehrsgemeinschaft um eine Kooperation der beteiligten Verkehrsunternehmen. Bedingt durch rechtliche Vorgaben auf europäischer Ebene, die grundsätzlich die Ausschreibung öffentlicher Beförderungsleistungen vorsehen, ist nach dem Auslaufen der bestehenden Linienkonzessionen damit zu rechnen, dass es mittelfristig keine Verkehrsgemeinschaften mehr geben wird.

#### Tarifverbund/-gemeinschaft
Ein Tarifverbund oder eine Tarifgemeinschaft garantieren lediglich einen einheitlichen Tarif, manchmal auch nur die gegenseitige Anerkennung von Fahrscheinen. Die Änderung der rechtlichen Rahmenbedingungen wird – wie bei den Verkehrsgemeinschaften – auch hier mittelfristig dazu führen, dass reine Tarifgemeinschaften nicht mehr bestehen werden.

#### Grundsätzliches
Einem Verkehrsverbund als Organisationseinheit können von den beteiligten Aufgabenträgern und Verkehrsunternehmen weitere Aufgaben z. B. im Bereich Planung, Koordinierung und Service übertragen werden. Seit dem Inkrafttreten des Regionalisierungsgesetzes, mit dem der öffentliche Personenverkehr auf der Schiene Aufgabe der Bundesländer wurde, haben viele Verkehrsverbünde zugleich die Funktion des Bestellers von Leistungen wahrzunehmen; manchmal direkt (durch Ausschreibung oder Direktbestellung im Rahmen bestehender Verträge), oft auch indirekt über die regional zuständige Gesellschaft für den Schienenpersonennahverkehr (SPNV).
Für die Umsetzung der EU-Richtlinien haben alle deutschen Bundesländer unterschiedliche Gesetze über den öffentlichen Personennahverkehr erlassen, die auf die Verbünde teilweise unterschiedliche Auswirkungen haben.
Organisatorisch lassen sich drei Verbundformen unterscheiden:
- Unternehmensverbund – Zusammenschluss von Verkehrsunternehmen einer Region (Beispiel: Verkehrsverbund Bremen/Niedersachsen)
- Aufgabenträgerverbund – Von den Aufgabenträgern gebildete Verbundgesellschaft (Beispiel: Verkehrsverbund Berlin-Brandenburg)
- Mischverbund – Von Verkehrsunternehmen und Aufgabenträgern gemeinsam getragene Verbundgesellschaft (Beispiel: Verkehrs- und Tarifverbund Stuttgart)

#### Tarifstrukturen und Probleme in Deutschland
Einige Bundesländer haben landesweite Verkehrsverbünde eingerichtet (Berlin/Brandenburg, Bremen, Hamburg, Saarland, Schleswig-Holstein). Diese unterscheiden sich grundsätzlich von Landestarifen, wie sie bisher in Niedersachsen, Baden-Württemberg und Nordrhein-Westfalen eingerichtet wurden, unterhalb der Landestarife können noch Verbundtarife existieren (z. B. der VBN in Bremen und Teilen Niedersachsens). Derzeit sind solche übergreifenden Tarife in weiteren Ländern geplant. Landestarife haben verbundähnliche Strukturen und Auswirkungen. Im Falle des NRW-Tarifs handelt es sich allerdings – abgesehen von Pauschalangeboten – nur um einen allgemein erhobenen Tarifzuschlag zur Nutzung der innerstädtischen Verkehrsmittel im Anschluss an den Schienenverkehr.
Das Verbundgebiet wird allgemein in Tarifgebiete, Zonen oder sogenannte Waben gegliedert. Der immer noch entfernungsabhängige Fahrpreis wird dabei nicht nach der Länge der mit den jeweiligen Verkehrsmitteln zurückgelegten Strecke im Kilometern bemessen, sondern orientiert sich an der Zahl der durchfahrenen Zonen, die unter Umständen noch verschiedenen Preisstufen angehören können. Zu unterscheiden sind Tarifstrukturen ohne Überschneidungen, die sich meistens an Gemeindegrenzen orientierten, von solchen mit überlappenden Zonen oder Waben. Bei ersteren liegen sämtliche Tarifgrenzen zwischen Haltestellen (an kommunalen Grenzen). Ein Fahrscheinkauf etwa bei Überfahren eines Zeitkarten-Geltungsbereiches direkt an der Tarifgrenze ist hierbei nicht möglich, weil Anschlusskarten spätestens an der letzten Haltestelle im bezahlten Bereich erworben werden müssen (Beispiel: Tarifgebiete in Ostwestfalen-Lippe: OWL Verkehr). Es ist auch eine Zulassung oder tarifliche Vermeidung von Zugehörigkeiten zu zwei (oder mehr) Tarifgebieten einzelner Haltestellen oder Bahnhöfe möglich.
Einige Verbünde haben unterschiedliche Strukturen für Zeitkarten- und Einzeltarife. Beispielsweise unterscheidet der HVV für Einzel- und Tageskarten lediglich zwischen Tarifringen, die sich konzentrisch um Hamburg legen, während bei Zeitkarten zusätzlich eine weitere Unterteilung in Tarifzonen erfolgt. Auch der GVH hatte bis 2019 unterschiedliche Strukturen für „Tickets“ und „Cards“. Zeitkartentarife werden hier zusätzlich zum normalen Verbundbereich (Zonen Hannover, Umland und Region) auch für weitere angrenzende, teilweise verbundfreie Landkreise angeboten. Der wohl bedeutendste Unterschied liegt jedoch im Bereich des Rhein-Main-Verkehrsverbundes, bei dem, wie es bereits beim Frankfurter Verkehrsverbund üblich war, der Flughafen Frankfurt für Einzelkarten nicht zum Tarifgebiet 50 (= Stadtgebiet Frankfurt) gehört, für Wochen-, Monats- und Jahreskarten jedoch schon.
Größere Tarifbereiche, die wie in Berlin, Hamburg, aber auch Paderborn das gesamte Stadtgebiet umfassen, können durch einen kleineren Innenkreis unterteilt sein (Tarifbereiche bzw. Tarifringe A und B in Berlin und Hamburg, Innen- und Außenbereich beim PaderSprinter).
In Deutschland sind Fernverkehrszüge (ICE, IC sowie einige andere Zuggattungen) der Deutschen Bahn und anderer Bahngesellschaften grundsätzlich nicht in Verkehrsverbünde integriert, auch wenn ein oder mehrere aufeinander folgende Halte im Verbundgebiet liegen. Das hat zur Folge, dass diese Züge mit Verbundfahrkarten nicht bzw. in einigen Fällen nur mit zusätzlicher Ergänzungsfahrkarte genutzt werden können. In letzter Zeit gibt es hier aber eine zunehmende Zahl an Doppelnutzungen (beispielsweise in Baden-Württemberg und auf der Strecke Bremen – Norddeich Mole), d. h. ein Zug fährt als Intercity und als RE bzw. IRE, so dass die Nutzung mit Verbundfahrscheinen bzw. Fahrscheinen nach Landestarifen dennoch möglich ist. Ausnahmen werden in Einzelfällen mit der örtlichen Betriebsleitung, z. B. bei Verspätungen oder Unfällen, vereinbart und örtlich (durch Lautsprecherdurchsagen z. B.) bekannt gemacht. Zusätzlich dazu können einzelne Fernverkehrszüge innerhalb des jeweiligen Verbundgebietes komplett zum Nahverkehrstarif freigegeben werden. In der Regel müssen für solche Ausnahmen die Nahverkehrsfahrscheine im Voraus gekauft und entwertet werden, da im Zug nur noch der Fernverkehrstarif zzgl. Bordpreis angeboten wird.

#### Deutschlandticket
Seit dem 1. Mai 2023 gibt es in Deutschland mit dem Deutschlandticket für den Preis von 58 Euro (Stand Mai 2025) erstmals ein Ticket, das deutschlandweit in fast allen Tarifverbünden als Monatskarte erhältlich ist und genutzt werden kann. Vorgänger des Deutschlandtickets war das „Neun-Euro-Ticket“, das zwischen dem 1. Juni und dem 31. August 2022 als Monatskarte gekauft werden konnte.

### Österreich

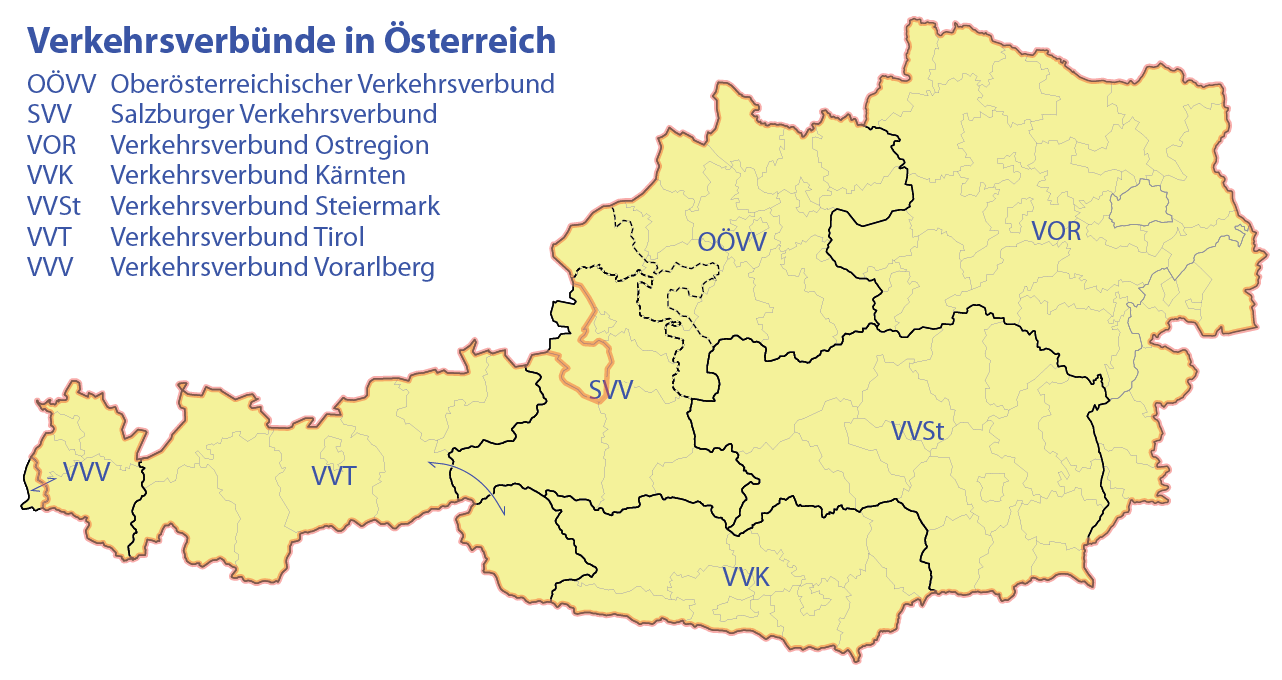
Verkehrsverbünde in Österreich

In Österreich ist ein Verkehrsverbund

„eine kooperative Institution kraft privatrechtlicher Verträge zwischen den Gebietskörperschaften (Grund- und Finanzierungsvertrag zwischen Bund und dem betreffenden Land/Gemeinde) einerseits sowie zwischen den Gebietskörperschaften und den einzelnen Verkehrsunternehmen andererseits (Verkehrsdienstvertrag).“

Die am Verbund teilnehmenden Verkehrsunternehmen können in einer Kooperationsgemeinschaft organisiert sein, die Verkehrsverbundorganisationsgesellschaft dient als Vermittlungsinstanz zwischen den verbundfinanzierenden Gebietskörperschaften und den beteiligten Verkehrsunternehmen, zentrale Abrechnungsstelle und unternehmensübergreifende Planungsinstanz. Ausführlich geregelt sind Verkehrsverbünde im Öffentlichen Personennah- und Regionalverkehrsgesetz 1999 (ÖPNRV-G).
Die Verbundorganisationsgesellschaften sind in Österreich als reine Landesgesellschaften konzipiert, da Verkehrsplanung Ländersache ist. Die seit den 1980ern bestehenden regionalen Verkehrsverbünde wurden sämtlich in die Landesverbünde integriert.
In Wien, Niederösterreich und Burgenland besteht ein gemeinsamer Verkehrsverbund, in den anderen Bundesländern gibt es jeweils einen Verkehrsverbund. Dabei gibt es teils Überlappungszonen mit oder kleinere Anbindungsgebiete an einen anderen Verbund. Salzburg betreibt einen grenzübergreifenden Verbund mit bayerischen Regionen. Der Verkehrsverbund Vorarlberg bietet grenzüberschreitende Tarife in Kooperation mit dem Verkehrsverbund Liechtenstein und dem Verkehrsverbund Ostwind an.
Österreich ist mit der Fertigstellung des Systems 1997 das erste Land der Welt, das flächendeckend Verkehrsverbünde hat.

### Schweiz

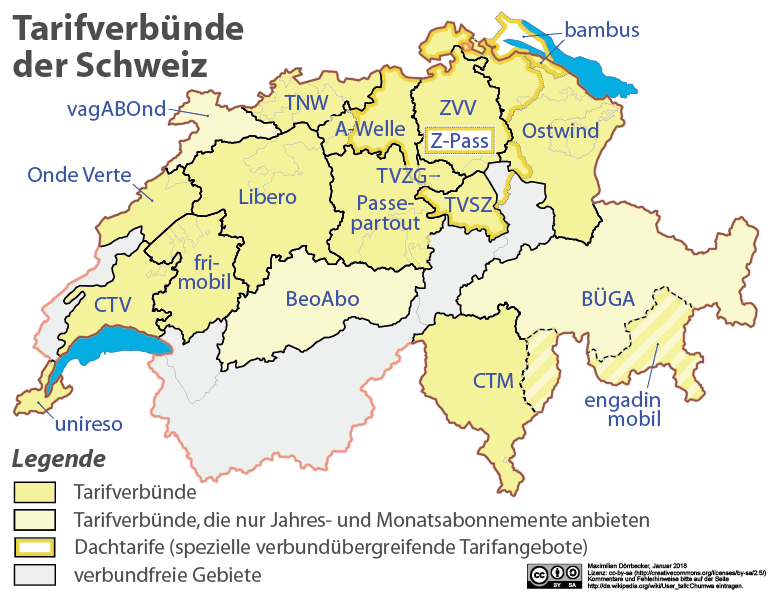
Verkehrs- und Tarifverbünde in der Schweiz

Der erste Verkehrsverbund in der Schweiz ist der 1990 gegründete Zürcher Verkehrsverbund (ZVV). Heute existieren in großen Teilen des Landes regionale Tarifverbünde sowie das nationale System direkter Verkehr.

### Luxemburg
Dem Luxemburger Verkehrsverbund (Verkéiersverbond) gehören 34 öffentliche und private Verkehrsunternehmen an. Dazu zählt die Luxemburger Staatsbahn Chemins de Fer Luxembourgeois.

### Großbritannien
Dem Verkehrsverbund im deutschen Sinne nahekommen die Passenger Transport Executives in Großbritannien, welche sich zwecks politischer Interessenvertretung in der Urban Transport Group zusammengeschlossen haben.